# アルバート・グレイ (第4代グレイ伯爵)
第4代グレイ伯爵アルバート・ヘンリー・ジョージ・グレイ（英語: Albert Henry George Grey, 4th Earl Grey, GCB, GCMG, GCVO, PC、1851年11月28日 - 1917年8月29日）は、イギリスの政治家、貴族。
1904年から1911年にかけてカナダ総督を務めた。英首相の第2代グレイ伯爵チャールズ・グレイの孫にあたる。

## 経歴
1851年11月28日、ロンドンのセント・ジェームズ宮殿で生まれる。父は第2代グレイ伯爵チャールズ・グレイ(元首相)の次男である陸軍中将チャールズ・グレイ。母はその夫人キャロライン（第2代準男爵サー・トマス・ハーヴィー・フォークワーの娘）。アルバートは次男であるが、兄チャールズは1855年に早世している。
ハーロー校を経てケンブリッジ大学トリニティ・カレッジへ進学し、マスター・オブ・ローズ（LLM）の学位を取得。
1880年から1885年にかけて南ノーサンバーランド選挙区から選出されて自由党所属の庶民院議員を務める。ついで1885年から1886年にかけてはタインサイド選挙区から選出される。1894年10月9日に伯父の第3代グレイ伯爵ヘンリー・グレイから第4代グレイ伯爵の爵位を継承した。
南ローデシア行政官や勅許会社の社長を経て、1904年からカナダ総督に就任し、1911年まで務めた。総督として1906年から1908年にかけてはケベック市創設300周年記念行事に尽力した。1907年には日本の皇族伏見宮貞愛親王を出迎え、その翌年にはケベックで皇太子ジョージ（後のジョージ5世）を出迎えている。1907年には「演劇音楽グレイコンクール」を創設した。1909年にはカナディアン・フットボール・リーグのプレーオフ優勝チームに与えられるグレイ・カップを寄贈した。総督官邸リドー・ホールに総督用の書斎と温室を追加した。
1911年の退任後、イギリスへ帰国。王立植民地協会の会長などを務めた。
1917年8月29日に死去した。爵位は長男チャールズが継承した。

## 栄典

### 爵位/準男爵位
1894年10月9日の伯父ヘンリー・グレイの死去により以下の爵位・準男爵位を継承した。
- 第4代グレイ伯爵 (4th Earl Grey)
(1806年4月11日の勅許状による連合王国貴族爵位)
- ノーサンバーランド州におけるホーウィックの第4代ホーウィック子爵 (4th Viscount Howick, of Howick in the County of Northumberland)
(1806年4月11日の勅許状による連合王国貴族爵位)
- ノーサンバーランド州におけるホーウィックのホーウィックの第4代グレイ男爵 (4th Baron Grey of Howick, of Howick in the County of Northumberland)
(1801年6月23日の勅許状による連合王国貴族爵位)
- （ノーサンバーランド州におけるホーウィックの）第5代準男爵 (5th Baronet "of Howick in the County of Northumberland")
(1746年1月11日の勅許状によるグレートブリテン準男爵位)

### 勲章
- 1904年、聖マイケル・聖ジョージ勲章ナイト・グランド・クロス（GCMG）[5][3]
- 1908年7月23日、ロイヤル・ヴィクトリア勲章ナイト・グランド・クロス（GCVO）[8]
- 1911年10月23日、バス勲章ナイト・グランド・クロス（GCB）[9]

### 名誉職その他
- 1899年-1904年、ノーサンバーランド統監（英語版）[5]
- 1909年6月29日、枢密顧問官（PC）[10]

## 家族
1877年にアリス・ホルフォード（庶民院議員ロバート・スタイナー・ホルフォードの娘）と結婚し、彼女との間に以下の1男4女を儲けた。
- 第1子（長女）ヴィクトリア・シビル・メアリー（1878-1907）
- 第2子（長男）チャールズ・ロバート（英語版）（1879-1963）：第5代グレイ伯爵位を継承。
- 第3子（次女）シビル（1882-1966）
- 第4子（三女）イヴェリン・アリス（1886-1971）
- 第5子（四女）リリアン・ウィニフレッド（1891-1895）